# Academia de la Fuerza Aérea
Una Academia de la Fuerza Aérea o una Academia del Aire es una institución nacional que ofrece capacitación inicial para oficiales, posiblemente incluye educación de nivel de pregrado, a cadetes de oficiales de la fuerza aérea que se preparan para ser oficiales comisionados en una fuerza aérea nacional. La primera academia de aire del mundo fue el colegio de la RAF para cadetes (ahora llamado Royal Air Force College) que se fundó el 1 de noviembre de 1919 en un centro de entrenamiento de vuelo de la Royal Navy. Muchas naciones tienen academias del aire, algunas de las cuales son:
- La Academia de la Fuerza Aérea de la República de China, fundada en 1928.
- La Academia de la Fuerza Aérea Brasileña (Academia da Força Aérea), fundada en 1960.
- La Academia Aeronautica de Italia, fundada en 1923.
- La Academia de la Fuerza Aérea de Bangladés, fundada en 1974 como Unidad de Entrenamiento de Cadetes.
- La Real Escuela de Oficiales de la Real Fuerza Aérea de Dinamarca, fundada en 1951.
- La Academia Básica del Aire y del Espacio (ABA) es una academia militar en España encargada desde 1992 principalmente de la formación para el rango de suboficial del Ejército del Aire y del Espacio.
- La Escuela del Ejército del Aire de Francia.
- La Academia de la Fuerza Aérea, Dundigul, India.
- La Egyptian Air Academy, fundada en 1951.
- La Academia de la Fuerza Aérea Gagarin, Fuerza Aérea de Rusia, fundada en 1940.
- La Academia Helénica de la Fuerza Aérea de Grecia, fundada en 1919 como la Academia militar de Aviación, se convirtió en la escuela de la Fuerza Aérea Griega en 1931.
- La Academia de la Fuerza Aérea de la República de Corea, fundada como la Academia de Aviación en 1949.
- La Academia de la Real Fuerza Aérea Noruega, fundada en 1949.
- La Academia de la Fuerza Aérea de Pakistán, fundada como una escuela de entrenamiento de vuelo en 1947 y que se convirtió en una universidad en 1948, fue reformada como una academia de vuelo en 1967.
- La Academia de la Fuerza Aérea de Polonia, fundada en 1927.
- La Academia de la Fuerza Aérea Portuguesa, fundada en 1978.
- La Academia de la Fuerza Aérea de Sri Lanka, fundada en 1976.
- La Academia de la Fuerza Aérea Turca, fundada en 1951.
- La Royal Air Force College Cranwell del Reino Unido, fundada en 1916 como una base de entrenamiento aéreo naval, se convirtió en una universidad de la fuerza aérea en 1919.
- La Academia de la Fuerza Aérea de los Estados Unidos, fundada en 1954.
- La Academia de Ingeniería de la Fuerza Aérea Zhukovsky, Fuerza Aérea de Rusia, fundada en 1920.
- La Academia de la Fuerza Aérea de Zhukovsky - Gagarin, de la Fuerza Aérea de Rusia, fue creada como resultado de la fusión entre la Academia de Ingeniería de la Fuerza Aérea Zhukovsky, y la Academia de la Fuerza Aérea Gagarin en 2008.
- La Academia de la Fuerza Aérea Israelí, entrena a pilotos de combate y navegantes de aviones de combate y transporte, y a pilotos de helicóptero militar.

- Datos: Q4698330
- Multimedia: Air force academies / Q4698330